# 榎本尚貴
榎本 尚貴（えのもと なおたか、1977年3月22日 - ）は神奈川県出身のアーティスト、歌手、ナレーター。元ネイバーユース。現在はATSというバンドのボーカルとしても活動。

## 主な出演作品

### 舞台
- マネ協第1回プロデュース公演かくれんぼ主役（2006年シアターV赤坂）
- 順風満帆公演foolontheboat（2007年シアター代官山)
- チュチュアンナ社歌

## ナレーション
アジア最大級の社長動画サイト　賢者.tv

## 出演番組
- オールナイトニッポンR（ニッポン放送）
- ネイバーユースのピンポンダッシュ（bayfm）

（2001年4月〜2002年3月）
- 電リクビートボックス（MXTV）

（2000年10月〜2001年3月）
- ミンナノタメノウタ（MXTV）

（2001年4月〜2001年6月）
佐賀県がヒットする以前のはなわと出演していた。